# Центральна збагачувальна фабрика «Сніжнянська»
Центральна збагачувальна фабрика «Сніжнянська» — збудована за проєктом інституту «Дондіпрошахт». Стала до ладу в 1965 році як індивідуальна фабрика виробничою потужністю 690 тис. тонн на рік, призначена для збагачення антрациту шахти «Ремівська» крупністю 13—200 мм у колісному сепараторі з магнетитовою суспензією. Згодом споруджено приймальні пристрої для привізного антрациту, і потужність фабрики зросла до 1200 тис. тонн на рік. Глибину збагачення було змінено з 13 на 6 мм. Для часткового збагачення відсіву були застосовані циклони з магнетитовою суспензією. Збагачений антрацит відвантажується споживачам у вигляді стандартних сортів: +25, 13—25, 6—13 та 0—6 мм.
Місцезнаходження: м. Сніжне, Донецька обл., залізнична станція Софіно-Брідська.